# Tommy Nilsson (bandyspelare)
Tommy Nilsson, född 22 april 1958, är en svensk tidigare bandyspelare. Hans moderklubb var Ljusdals BK, men han flyttade till Västerås SK. Han är bror till Lännart Nilzon.